# Bosanska Bojna
Bosanska Bojna (en serbe cyrillique : Босанска Бојна) est un village de Bosnie-Herzégovine. Il est situé dans la municipalité de Velika Kladuša, dans le canton d'Una-Sana et dans la fédération de Bosnie-et-Herzégovine. Selon les premiers résultats du recensement bosnien de 2013, il compte 62 habitants.

## Géographie
Le village est situé sur les bords de la rivière Kurjašnica, à la frontière entre la Bosnie-Herzégovine et la Croatie.

## Démographie

### Évolution historique de la population dans la localité
| 1948 | 1953 | 1961 | 1971 | 1981 | 1991 | 2013 |
| ---- | ---- | ---- | ---- | ---- | ---- | ---- |
| -    | -    | 904  | 730  | 543  | 480  | 62   |

|  |

### Communauté locale
En 1991, la communauté locale de Bosanska Bojna comptait 1 187 habitants, répartis de la manière suivante :